# Krajot

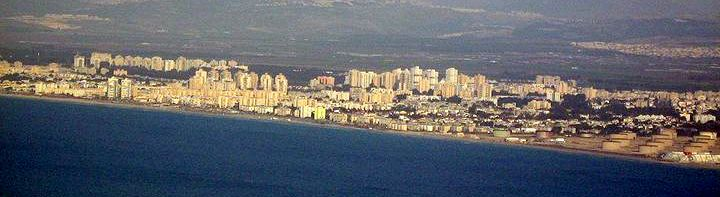
Krajot vom Karmel aus gesehen

Die Krajot (hebräisch הַקְּרָיוֹת ha-Qrajot) sind sechs Vororte der Stadt Haifa in Israel. In den 1930er Jahren als kleine Siedlungen gegründet, sind sie in den letzten Jahrzehnten zu Mittelstädten herangewachsen und bilden einen zusammenhängenden Ballungsraum. Siedlungsgrenzen, auch zur Stadt Haifa, sind nicht mehr erkennbar. Der Name Krajot ist der Plural des Wortes Kirja (hebräisch קִרְיָה Qirjah, deutsch Stadt), das in seiner Constructusform kirjat Bestandteil aller sechs Ortsnamen ist. Kirjat Chaim und Kirjat Schmuʾel sind keine eigenständigen Gemeinden, sondern Stadtteile Haifas.

## Gemeinden
- Kirjat Ata, 48.900 Einwohner
- Kirjat Bialik, 37.100 Einwohner
- Kirjat Chaim, 40.000 Einwohner
- Kirjat Motzkin, 39.500 Einwohner
- Kirjat Jam, 45.000 Einwohner
- Kirjat Schmuel, 5.000 Einwohner

## Verkehr
Die Krajot werden in Nord-Süd-Richtung vom Highway 4 durchfahren. Parallel dazu, weiter westlich, verläuft ebenfalls in Nord-Süd-Richtung eine zweigleisige Strecke der israelischen Eisenbahn, die von Naharija nahe der libanesischen Grenze in Richtung Haifa und Tel Aviv führt. Die die Krajot bedienenden Bahnhöfe befinden sich in Kirjat Chaim und Kirjat Motzkin. Wichtigstes Nahverkehrsmittel sind die Busse der Kooperative Egged und die Scherut genannten Sammeltaxis. Derzeit befindet sich das Spurbussystem Metronit im Aufbau.